# Джоната Мінгоцці
Джоната Мінгоцці (італ. Gionata Mingozzi; 29 грудня 1984, Равенна — 15 липня 2008, Кампанья-Лупія) — італійський футболіст.

## Біографія
Мінгоцці почав свою кар'єру в рідному місті Равенна в однойменному клубі в 2001 році.
Влітку 2005 року Джоната перейшов в «Сампдорію». Його дебют у вищому дивізіоні чемпіонату Італії відбувся 26 лютого 2006 року в матчі проти «Сієни». У сезоні 2006/2007 Мінгоцці був відданий в оренду до «Лечче». Після закінчення оренди Мінгоцці перейшов у клуб серії Б «Тревізо», в складі «Тревізо» Джіоната провів 17 матчів.
15 липня 2008 року Джоната Мінгоцці загинув у автокатастрофі в місті Кампанья-Лупія, його автомобіль Порше врізався у вантажівку.